# Ræling
En ræling er den øverste del af siden på en båd eller et skib.
Rælingen hjælper både med at holde vand væk fra dækket men bruges også til at holde gods og personer inde på dækket. Der er typisk lavet huller helt nede ved dækket, der gør det muligt for vand at løbe ud igen, således at man ikke fylder dækket op.
I både og på mindre skibe er der nogle gange lavet årehuller eller åregange i eller på rælingen, således at fartøjet kan ros ved brug af årer. I ældre tider kunne der også være åbninger eller luger i rælingen, hvor kanoner kunne stikkes ud for at beskyde enten som angriber eller forsvarer.